# Терондель
Теронде́ль (фр. Thérondels, окс. Terondèls) — коммуна во Франции, находится в регионе Окситания. Департамент — Аверон. Входит в состав кантона Мюр-де-Барре. Округ коммуны — Родез.
Код INSEE коммуны — 12280.
Коммуна расположена приблизительно в 450 км к югу от Парижа, в 180 км северо-восточнее Тулузы, в 65 км к северу от Родеза.

## Население
Население коммуны на 2008 год составляло 478 человек.
| 1962 | 1968 | 1975 | 1982 | 1990 | 1999 | 2008 |
| ---- | ---- | ---- | ---- | ---- | ---- | ---- |
| 803  | 804  | 683  | 606  | 505  | 478  | 478  |

## Экономика
В 2007 году среди 255 человек в трудоспособном возрасте (15—64 лет) 178 были экономически активными, 77 — неактивными (показатель активности — 69,8 %, в 1999 году было 65,7 %). Из 178 активных работали 170 человек (105 мужчин и 65 женщин), безработных было 8 (1 мужчина и 7 женщин). Среди 77 неактивных 10 человек были учениками или студентами, 43 — пенсионерами, 24 были неактивными по другим причинам.

## Достопримечательности
- Церковь Нотр-Дам[фр.] (XII век). Памятник истории с 1975 года[3]
- Часовня Лоссак[фр.] (XII век). Памятник истории с 1974 года[4]
- Замок Мандильяк[фр.] (XII век)
- Замок Кастельнувель (XI век)

## Фотогалерея

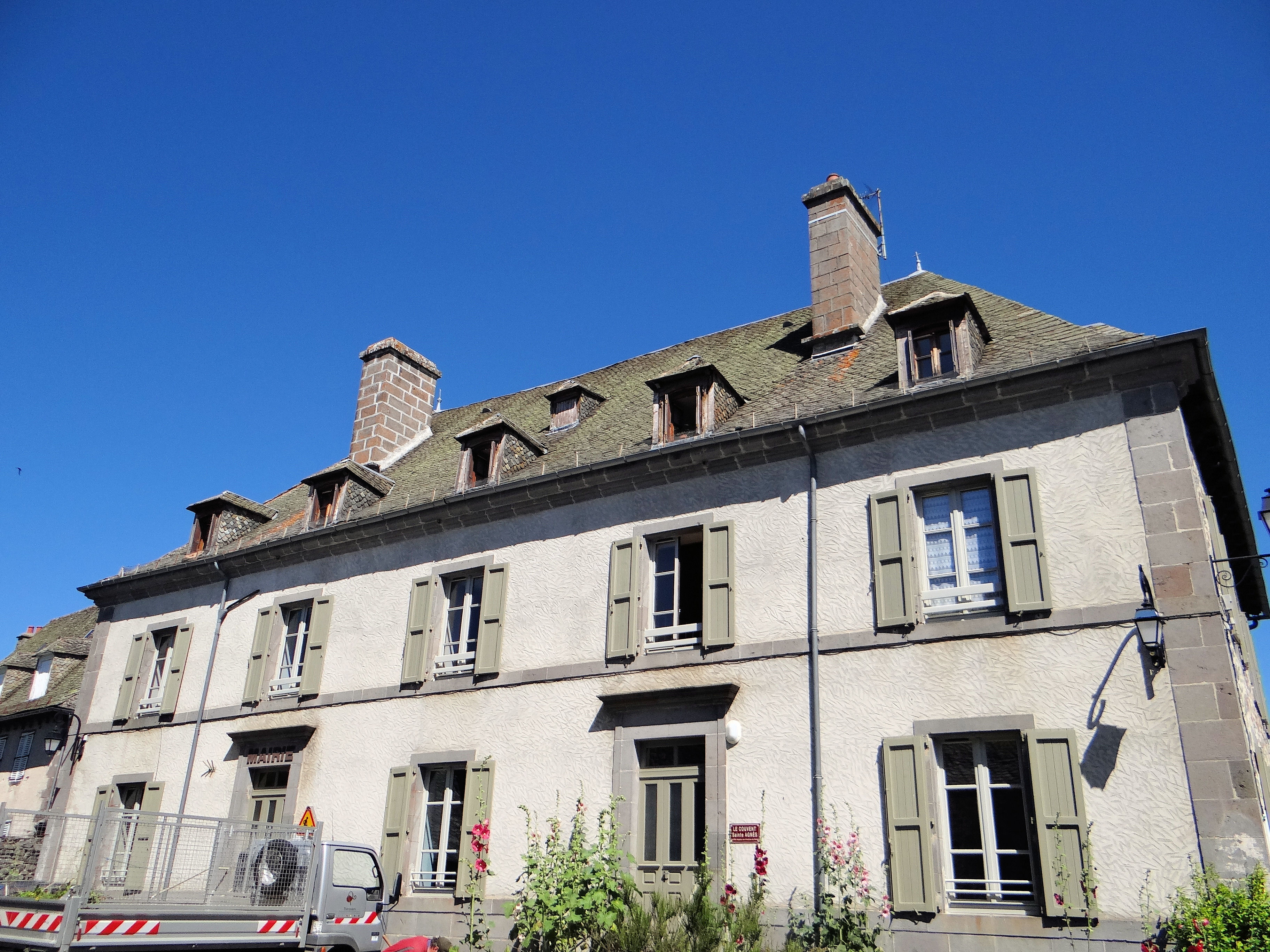
Мэрия
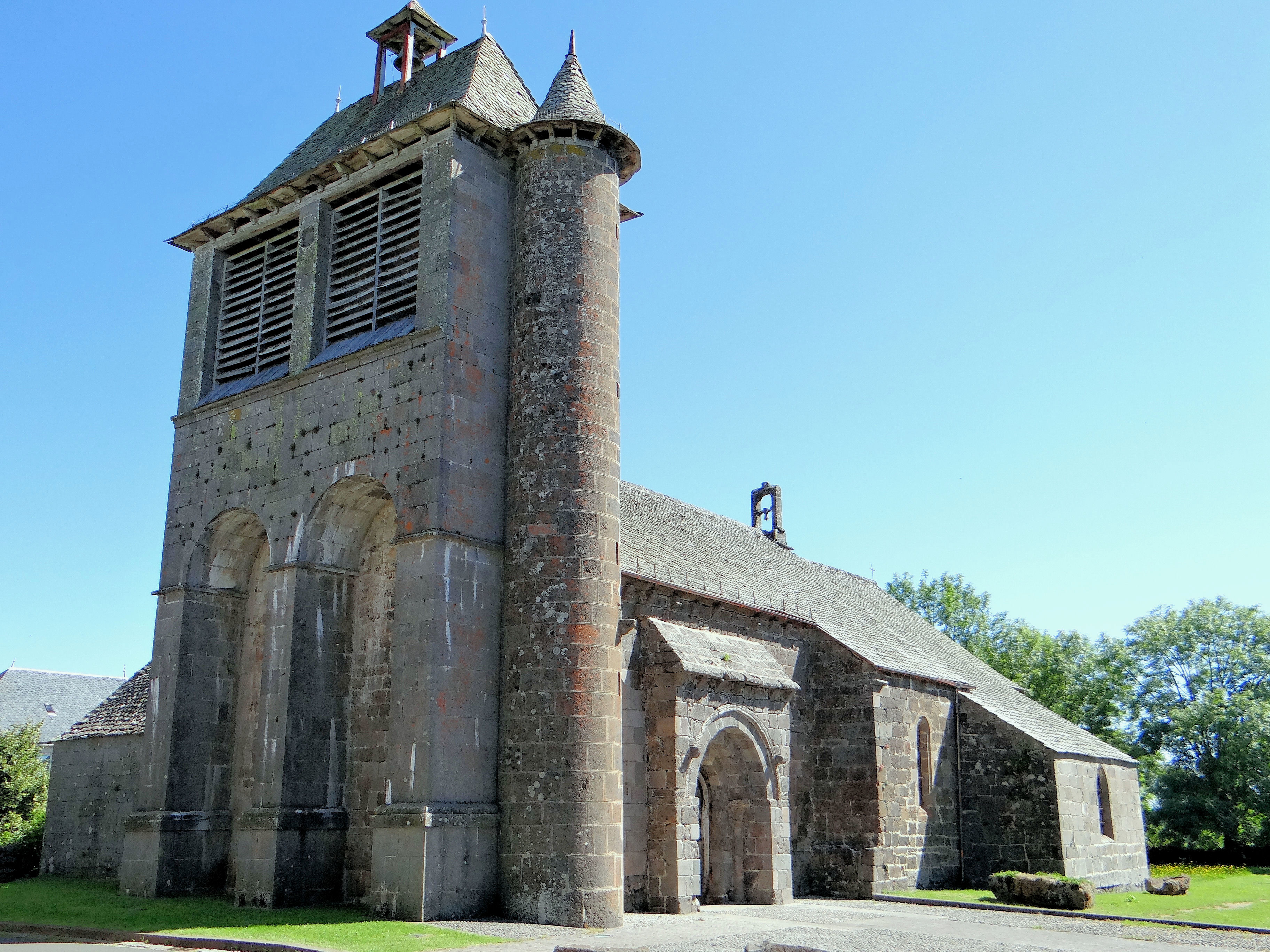
Церковь Нотр-Дам
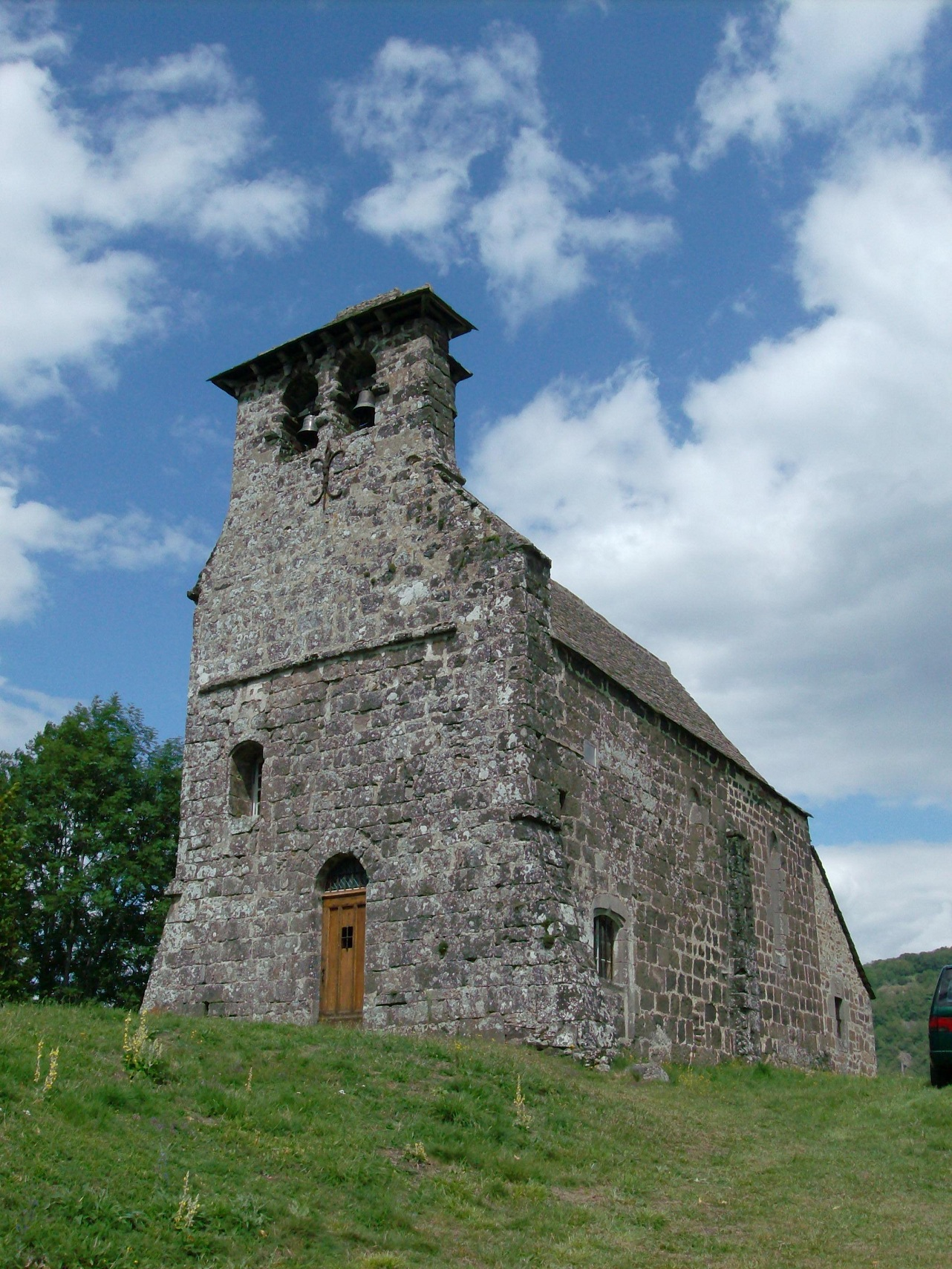
Часовня Лоссак
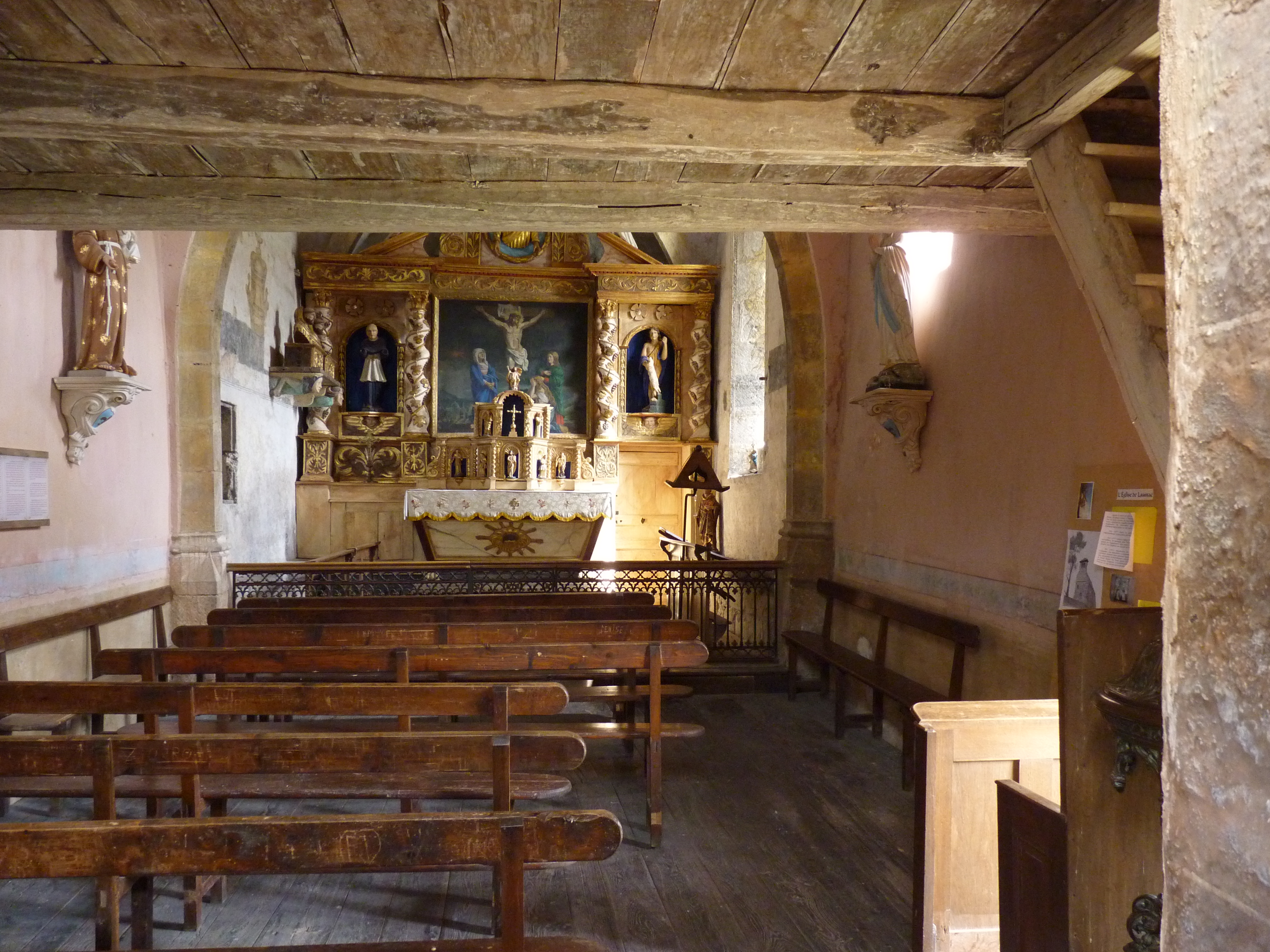
Часовня Лоссак